# Bibliothèque universitaire de Pavie
La Bibliothèque universitaire de Pavie (en italien : Biblioteca universitaria di Pavia) est une bibliothèque publique située à Pavie en Italie.

## Histoire
La naissance de la bibliothèque trouve son origine dans le projet de réforme du système d'enseignement public et universitaire initié par Marie-Thérèse d'Autriche dans la seconde moitié du XVIIIe siècle. Fondée en 1754 comme institution auxiliaire de l'Université de Pavie, la bibliothèque est initialement installée dans le collège Ghislieri. Lorsqu'elle ouvre ses portes aux public en 1772, elle offre déjà une collection d'environ 10 000 volumes.